# Kathrin Schmidlin
Kathrin Schmidlin (* 15. März 1990 in Rheinfelden) ist eine Schweizer Pianistin.

## Biografie
Kathrin Schmidlin schloss den Bachelor of Arts bei Karl-Andreas Kolly an der Zürcher Hochschule der Künste ab, den Master Konzertsolist bei Wolfgang Manz an der Hochschule für Musik Nürnberg und den Master of Arts in Music Pedagogy bei Tobias Schabenberger an der Hochschule für Musik Basel. Wichtige Impulse erhielt sie u. a. von Henri Sigfridsson, Aleksandar Madžar, Brigitte Meyer, Konstantin Lifschitz und Hartmut Höll.
Kathrin Schmidlin hat sich auf die Aufführung und Einspielung von Werken wenig bekannter Komponistinnen des 19. bis 21. Jahrhunderts spezialisiert. Sie führte den gesamten Klavierzyklus „Das Jahr“ von Fanny Hensel im Museum am Dom in Trier 2017 auf und trat zum 200. Geburtstag von Clara Schumann 2019 mehrmals solistisch mit ihrem Klavierkonzert in a-moll auf. Im Frühjahr 2021 erschien ihre Debüt-CD „Frauenstimmen“ anlässlich des 50-jährigen Jubiläums des Schweizer Frauenstimmrechts bei Claves Records. Die CD wurde von der Fachpresse mehrmals besprochen und unter anderem vom New Yorker Klassikradio WQXR zu den „Best Albums of the Month“ gekürt und mit „4 Etoiles“ von der französischen Zeitschrift Classica ausgezeichnet.
Ihr erstes Solo-Album „Opus 1 feminin“ erschien im Frühjahr 2022 bei Claves Records. Auf dieser CD-Einspielung sind Erstlingswerke für Klavier solo von acht Komponistinnen vereint. Darunter befinden sich auch Ersteinspielungen, unter anderem von der deutschen Komponistin Hilda Kocher-Klein. Diese Einspielung gehörte unter anderem beim MDR Kultur zum „Album der Woche“ und wurde vom französischen Magazin Diapason mit „4 Diapason“ ausgezeichnet.
Sie ist mit dem deutschen Philosophen Jörg Noller verheiratet und lebt in Basel.

## Diskographie
- 2021: Frauenstimmen (Claves Records)
- 2022: Opus 1 feminin (Claves Records)
- 2025: Clara Schumann gewidmet (Claves Records)